# ロンドン地質学会
ロンドン地質学会（ロンドンちしつがっかい、英語: Geological Society of London）はイギリスの地質学会で1807年に創立された世界で最も古い歴史をもつ地質学会である。
1807年に13人の会員によって設立された。主要な創立メンバーにはウィリアム・バービントン（William Babington）、ハンフリー・デービー、ジョージ・グリノー（George Bellas Greenough）、ジェームズ・パーキンソンがいた。1825年に国王の認可を受けた。ロンドン、ピカデリーのバーリントンハウスにある。

## 歴代会長
ロンドン地質学会の歴代会長（President of the Geological Society of London）にはチャールズ・ライエルやトマス・ヘンリー・ハクスリーなどが含まれる。

## 出版物
学会誌として Journal of the Geological Society などを発刊している。

## 賞
ロンドン地質学会の授与する賞には以下のものがある。
- ウォラストン・メダル (Wollaston Medal) : 1831年創設
- ライエル・メダル (Lyell Medal) : 1871年創設
- マーチソン・メダル (Murchison Medal) : 1873年創設
- ビグスビー・メダル (Bigsby Medal) : 1877年創設
- プレストウィッチ・メダル (Prestwich Medal) : 1903年創設
- William Smith Medal
- Aberconway Medal
- Major John Sacheverell A'Deane Coke Medal
- Major Edward D'Ewes Fitzgerald Coke Medal
- Sue Tyler Friedman Medal